# Braye (Aisne)
Braye é uma comuna francesa na região administrativa de Altos da França, no departamento de Aisne. Estende-se por uma área de 1,34 km². Em 2010 a comuna tinha 129 habitantes (densidade: 96,3 hab./km²).